# Драгослава Барзут
Драгослава Барзут (Црвенка, 1984) јесте књижевница, феминисткиња и борац за права жена и ЛГБТ+ особа.

## Биографија
Рођена је 1984. године у Црвенки. Завршила је Kомпаративну књижевност на Филозофском факултету у Новом Саду. Била је део Центра за нову књижевност „Неолит” у Новом Саду, где је прве
перформансе изводила на слам вечерима које је модерирао Бојан Самсон, и касније на трибинском програму KЦНС. Организовала је и водила вечери квир поезије у оквиру удружења Поезин. Поезија и проза преведени су јој на македонски, словеначки, пољски, немачки и енглески језик. Добитница је бројних књижевних награда.

## Активизам
Активна у Лабрису, организацији за лезбејска људска права из Београда од 2013. до 2016. године где је радила на пољу комуникација. Била је координаторка ФемСлам спортске неформалне фудбалске групе из Београда која окупља ЛБТК жене са циљем оснаживања кроз спорт. Америчка амбасада уручила јој је признање за допринос смањењу дискриминације и насиља према ЛГБТ+ особама за 2017. годину. Извршна је директорка удружења „Да се зна!” које се бави безбедним и анонимним пријављивањем насиља и дискриминације према ЛГБТ+ особама.

## Дела
- „Златни метак”, кратке приче, Библиотека Кикинда, 2012.
- „Пристојан живот”, лезбејске кратке приче са простора екс Ју, зборник кратких прича, Лабрис Београд, 2013.
- Роман "Папирне диско кугле", Ред бокс, 2017.[6]

## Награде
- Есеј „Рецепција поезије Растка Петровића у збирци Откровење у 20. веку”, друга награда, Улазница, Зрењанин, 2009.
- Кратка прича „Најдужи је последњи сат плус bonus track”, прва награда на регионалном конкурсу Одакле зовем, Подгорица, 2011.
- Награда „Ђура Ђуканов” за збирку кратких прича „Златни метак”, 2011.[7]
- Кратка прича „Учим пса да се вози са мном на бициклу”, трећа награда на регионалном конкурсу Квир кратка прича, Подгорица, 2016.[8]
- Наградa Амбасаде САД за допринос смањену родно заснованог насиља као и смањењу дискриминације и насиља према ЛГБТ+ особама, 2017.
- Награда „Анђелка Милић” за роман „Папирне диско кугле”, 2018.[9]